# Lytta laeta
Lytta laeta is een keversoort uit de familie van oliekevers (Meloidae). De wetenschappelijke naam van de soort werd in 1889 gepubliceerd door Charles Owen Waterhouse.